# Rafael Figueroa
Rafael Alejandro Figueroa Gómez (* 14. März 1983 in Torreón, Coahuila) ist ein mexikanischer Fußballspieler auf der Position eines Verteidigers.

## Laufbahn
Der in Torreón geborene Figueroa begann seine fußballerische Laufbahn im Nachwuchsbereich seines Heimatvereins Santos Laguna, bei dem er auch seinen ersten Profivertrag erhielt. 
Sein Debüt in der höchsten mexikanischen Spielklasse feierte Figueroa am 20. August 2005 beim 3:0-Auswärtssieg gegen Dorados de Sinaloa. 
In der Clausura 2008 und der Clausura 2012 gewann Figueroa mit den Guerreros die mexikanische Fußballmeisterschaft. Auch in der erfolgreichen Saison 2014/15, als Santos Laguna zunächst den Pokalwettbewerb und anschließend einen weiteren Meistertitel gewinnen konnte, stand Figueroa noch bei den Guerreros unter Vertrag, kam aber nur für deren Reservemannschaft zum Einsatz und zählte daher nicht zum Kader der Mannschaft, die diese beiden Titel gewann. 
Seit der Saison 2015/16 ist Figueroa beim Zweitligisten Club Leones Negros der Universidad de Guadalajara im Einsatz.

## Erfolge
- Mexikanischer Meister: Clausura 2008, Clausura 2012